# Vincent Volle
Pas d'image ? Cliquez ici

a Compétitions nationales et continentales officielles uniquement.

Dernière mise à jour le 13 mars 2024.
Vincent Volle est un joueur de rugby à XV français, né le 4 juillet 1976 à Bourgoin-Jallieu (Isère), qui évolue au poste de troisième ligne aile ou troisième ligne centre au sein de l'effectif du Oyonnax rugby (1,91 m pour 94 kg).

## Carrière
Vincent Volle joue l'essentiel de sa carrière avec l'US Oyonnax, jusqu'à sa retraite sportive en 2010.

## Palmarès
- Champion de France de Fédérale 1 : 2001
- Champion de France Espoir : 1999
- Finaliste du championnat de France Reichel : 1998